# Barbara Hahn (Physikerin)

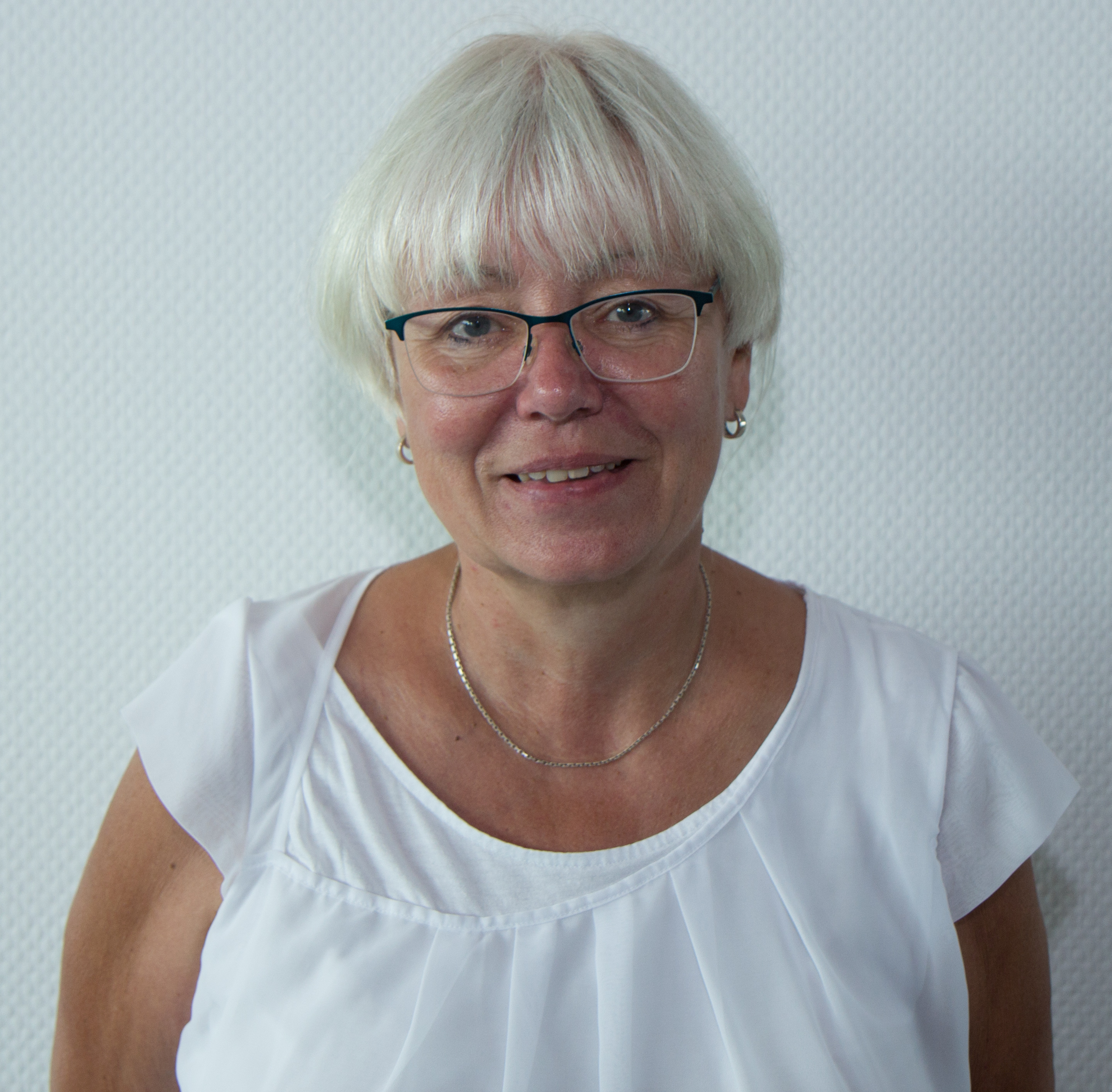
Barbara Hahn (2018)

Barbara Hahn, geborene Kessler (geb. 1958 in Oldenburg) ist eine deutsche Physikerin und emeritierte Professorin der Hochschule Koblenz.

## Leben
Von 1977 bis 1984 studierte sie Physik an der Universität Münster mit Diplom-Abschluss. Von 1985 bis 1989 erfolgte die Dissertation am Fritz-Haber-Institut, BESSY, Berlin und der Universität Bielefeld. 
Nach einer Tätigkeit an der Universität Bielefeld ab 1989 und einer Forschungstätigkeit für EXXON Research & Engineering Company in den USA ab 1990 wechselte Hahn im Jahr 1991 zum Forschungszentrum Jülich und arbeitete anschließend von 1991 bis 1992 am Institut für Solarenergieforschung GmbH in Hannover. Danach war sie bis 1999 am Institut für Festkörperforschung des Forschungszentrums Jülich beschäftigt. 1999 habilitierte sie sich an der Universität zu Köln als Lise-Meitner-Stipendiatin.
Seit August 1999 war sie am RheinAhrCampus Remagen der Hochschule Koblenz als Professorin im Fachbereich Mathematik und Technik tätig. Von 2000 bis 2006 war sie Vorsitzende des Prüfungsausschusses im Fachbereich Mathematik und Technik. Zwischen 2006 und 2009 übernahm sie die wissenschaftliche Leitung des Ada-Lovelace-Projekts in Rheinland-Pfalz. Von 2012 bis 2016 wirkte sie als Professorin und Dekanin des Fachbereichs Mathematik und Technik an der Hochschule Koblenz, von 2017 bis zu ihrer Emeritierung im Jahr 2021 war sie dort Zentrale Gleichstellungsbeauftragte.
Hahn war zudem Sprecherin der „Arbeitsgruppe Fachhochschulen“ der Deutschen Physikalischen Gesellschaft. Sie fungierte als Gutachterin im BMBF-Förderprogramm Forschung an Fachhochschulen (2009–2010) und war Mitglied des Hochschulrates der Fachhochschule Münster und Mitglied der Arbeitsgruppe Akkreditierung der Naturwissenschaftlich-Technischen Akademie Isny des Wissenschaftsrates.

## Schwerpunkte in Forschung und Lehre
Zu Hahns Forschungsschwerpunkten zählen die Materialanalyse, die Lasertechnik sowie die Werkstofftechnik. Ihre Lehrschwerpunkte lagen in den Bereichen Physik, Festkörperphysik, Mathematik, Grundlagen der Optik und Lasertechnik, Laser in der Medizin, Werkstofftechnik, Mess- und Sensortechnik, Informatik sowie Softwaretechnik und Arbeitstechnik.